# オノ (聖書の地名)
オノ（Ono、ヘブライ語:  אוֹנוֹ‎）は、旧約聖書で言及される「オノの平野」にあるベニヤミン族の町（『歴代誌』上8:12、『エズラ記』2:33）。現代の都市としてのキリヤット・オノは、聖書に登場する町としてのオノとは異なる場所であり、混同してはならない。聖書のオノ（『歴代誌』上8:12、『ネヘミヤ記』6:2）は、大部分の研究者たちによって、かつてのアラブ人の集落カフル・アナの位置にあったと比定されており、現在はその跡地の近傍にオル・イェフダが建設されている。オノの場所は、エルサレムから、およそ北西に位置している。
ネヘミヤが取り組んでいたエルサレムの城壁の修復を遅らせようと、サンバラトとトビアは計略を立て、ネヘミヤに会見を申し入れ、オノまでやって来るように促した。彼らは4度申し入れをしたが、ネヘミヤはいずれも出向くのを断った。彼らの目論見は、ネヘミヤを捕らえることにあった。